# 제니 시미즈
제니 린 시미즈(영어: Jenny Lynn Shimizu, 일본어: ジェニー・リン・シミズ, 1967년 6월 16일 ~ )는 미국의 배우이자 모델이다.

## 출연 작품
- 밥스 뉴 슈트 (2011)
- 이티비티티티 위원회 (2007)
- 뉴 위민 (2001)
- 폭스파이어 (1996)
- 딩 동 (1995)